# CSN (アルバム)
CSNは、1977年6月17日にアトランティック・レコードからリリースされたクロスビー、スティルス＆ナッシュのサード・スタジオ・アルバム。トリオ編成での2作目のスタジオ盤。ビルボード・トップ・ポップ・アルバム・チャートで2位を記録し、アルバムからの2枚のシングル、ナッシュの「ジャスト・ア・ソング (ビフォー・アイ・ゴー)」（7位）とスティルスの「Fair Game」（43位）がビルボード・ホット100にチャートインした。このアルバムは、1969年の『クロスビー、スティルス＆ナッシュ』を20万枚上回り、現在トリオ編成で最も売れているレコードである。RIAAから4重プラチナ認定を受けている。

## 概要
クロスビー、スティルス、ナッシュの3人は、1970年の春と夏に『デジャヴ』をサポートするツアーを行った後、1974年にCSNYの再結成ツアーを行った。デヴィッド・クロスビーとグラハム・ナッシュはデュオとして3枚のアルバムをレコーディングし、クロスビーはソロ・アルバムを1枚（バーズ再結成アルバムに加え）、ナッシュは2枚をリリースした。スティーヴン・スティルスは、4枚のソロ・アルバム、2枚のアルバムをリリースしたマナサスでの短いキャリア、ニール・ヤングとのツアーとアルバムなど、他のプロジェクトを追求した。
CSNは、メンバー3人全員による強力な作曲を特徴とし、外部からの大きな援助なしにバンドが曲を作り、ヴォーカルを担当するのは7年ぶりとなる。
このアルバムに収録されているスティルスの曲の多くは、彼の夫婦間の問題を反映している、「Dark Star」では、バッファロー・スプリングフィールド時代に彼が好んでいたラテンのリズムに戻った。クロスビーは、彼の過去の作品の多くに共通する実存的な探求を続け、ナッシュは「ジャスト・ア・ソング (ビフォー・アイ・ゴー)」でラジオでも聴けるようなアコースティック・バラードを、「大聖堂」ではウィンチェスター大聖堂で体験したLSDの幻影を再現した手の込んだセットピースを提供した。多くの曲にストリングス・セクションが含まれているが、これはCSNのプロジェクトでは初めてのことである。
このアルバムは1980年代に初めてコンパクトディスクでリリースされた、その後、オーシャン・ビュー・デジタルで再びオリジナル・テープからリマスターされ、1994年9月20日に再発された。2013年4月にスティーブ・ホフマンによって再度リマスタリングされ、2013年夏にオーディオ・フィデリティから24Kゴールド・ディスクでリリースされた。

## トラックリスト
Side one
| #  | タイトル                                        | 作詞・作曲                | リード・ヴォーカル        | 時間 |
| -- | ----------------------------------------------- | ------------------------- | ------------------------- | ---- |
| 1. | 「Shadow Captain」(シャドー・キャプテン)        | David Crosby Craig Doerge | Crosby, Stills, Nash      | 4:32 |
| 2. | 「See the Changes」(シー・ザ・チェンジ)         | Stephen Stills            | Stills with Crosby & Nash | 2:56 |
| 3. | 「Carried Away」(キャリード・アウェイ)          | Graham Nash               | Nash with Crosby          | 2:29 |
| 4. | 「Fair Game」(フェア・ゲーム)                   | Stills                    | Stills with Crosby & Nash | 3:30 |
| 5. | 「Anything at All」(エニシング・アット・オール) | Crosby                    | Crosby                    | 3:01 |
| 6. | 「Cathedral」(大聖堂)                           | Nash                      | Nash with Crosby          | 5:15 |

Side two
| #  | タイトル                                                                | 作詞・作曲 | リード・ヴォーカル        | 時間 |
| -- | ----------------------------------------------------------------------- | ---------- | ------------------------- | ---- |
| 1. | 「Dark Star」(ダーク・スター)                                           | Stills     | Stil                      | 4:43 |
| 2. | 「Just a Song Before I Go」(ジャスト・ア・ソング(ビフォー・アイ・ゴー)) | Nash       | Nash                      | 2:12 |
| 3. | 「Run from Tears」(ラン・フロム・ティアーズ)                            | Stills     | Stills                    | 4:09 |
| 4. | 「Cold Rain」(つめたい雨)                                               | Nash       | Nash                      | 2:32 |
| 5. | 「In My Dreams」(イン・マイ・ドリーム)                                  | Crosby     | Crosby                    | 5:10 |
| 6. | 「I Give You Give Blind」(アイ・ギヴ・ユー・ギヴ・ブラインド)           | Stills     | Stills with Crosby & Nash | 3:21 |

## メンバー
クロスビー・スティルス&ナッシュ
- デヴィッド・クロスビー - ヴォーカル、リズム・ギター（「Fair Game 」、「Dark Star」）、アコースティック・ギター（「Just A Song Before I Go 」、「In My Dreams」）、ストリングス・アレンジ（「Cathedral 」、「Cold Rain」）
- スティーヴン・スティルス - ヴォーカル、ギター（「Carried Away」、「Cathedral」、「Cold Rain 」を除く全トラック）、エレクトリック・ピアノ（「Anything at All」）、ピアノ、ストリングス・アレンジ（「I Give You Give Blind」）、ティンバレス（"Fair Game」）
- グラハム・ナッシュ - ヴォーカル、ピアノ（「Carried Away」、「Cathedral」、「Just A Song Before I Go」、「Cold Rain」）、ハーモニカ（「Carried Away」）、ストリングス・アレンジ（「Cathedral」、"Cold Rain」）

参加ミュージシャン
- ジョー・ヴィターレ - ドラム（「Carried Away」、「Fair Game」、「Cathedral」、「Dark Star」、「Run From Tears」、「I Give You Give Blind」）、オルガン（「Shadow Captain」、「Fair Game」、「Anything at All」、「Dark Star」）、エレクトリック・ピアノ（「Carried Away」、「Just A Song Before I Go」）、パーカッション（「Cathedral」、「I Give You Give Blind」）、フルート（「Shadow Captain」）、ティンパニ（「Cathedral」）、ヴィブラフォン（"In My Dreams」
- クレイグ・ダージ - ピアノ（「Shadow Captain」、「Anything at All」）、エレクトリック・ピアノ（「Shadow Captain」、「Dark Star」
- マイク・フィニガン - オルガン（"Run From Tears」
- ジョージ・"チョコレート"・ペリー - ベース、「Shadow Captain」、「Fair Game」、「Anything at All」、「Cathedral」、「DarkStar」、「I Give You Give Blind」
- ジミー・ハスリップ - 「Carried Away」のベース
- ティム・ドラモンド - 「Just A Song Before I Go 」のベース
- ジェラルド・ジョンソン - ベース、"Run From Tears」
- ラス・カンケル - ドラムス（「Shadow Captain」、「Anything at All」、「Just A Song Before I Go」、「In My Dreams」）、コンガ（「Shadow Captain」、「Dark Star」）、パーカッション（「Just A Song Before I Go」）
- レイ・バレット - 「Fair Game」のコンガ
- マイク・ルイス - ストリングス・アレンジ（「Cathedral」、「Cold Rain」、「I Give You Give Blind」)
- ジョエル・バーンスタイン - 「Cathedral」のストリングス・アレンジ

制作
- クロスビー、スティルス＆ナッシュ - プロデューサー
- ハワード・アルバート、ロン・アルバート - 共同プロデューサー、エンジニア
- スティーブ・グルスキー - アシスタント・エンジニア
- ジョエル・バーンスタイン - 撮影
- ゲイリー・バーデン - アートディレクション、デザイン
- ジョー・ガストワート - デジタル・リマスタリング